# Kdo vam laže
Kdo vam laže je pogovorno-informativna komentatorska satirična oddaja na televiziji Nova24TV. Na sporedu je od ponedeljka do petka z izjemo srede, ob 20.10, vodi pa jo Boris Tomašič.

## Predstavitev
Med oddajo voditelj sedi za leseno mizo, v ozadju pa je kulisa Ljubljane. Voditelj komentira aktualno politično dogajanje s svojega stališča, kar vključuje komentarje, ki so ostro proti levici. Občasno se mu v studiu pridružijo tudi gosti. 
Prva oddaja je bila predvajana v sredo, 5. septembra 2018. Prvotno je bila oddaja zasnovana tako, da je voditelj gostil enega ali dva gosta, politična analitika, in so skupaj komentirali aktualno dogajanje.
Od 23. marca 2020 voditelj Tomašič sedi v studiu in komentira dogajanje v krajših in daljših oddajah, gost pa se mu pridruži občasno. Od leta 2021 je enkrat tedensko na sporedu oddaja v živo, v katero lahko gledalci pokličejo in izrazijo svoje mnenje. 
Število oddaj na teden se spreminja iz sezone v sezono, trenutno je na sporedu vsak ponedeljek, torek, četrtek in petek. V torek je oddaja daljša in so odprte telefonske linije, ostale dni pa okoli 30 minut.

## Sezone
| Sezona | Sezona | Epizode | Epizode        | Začetek sezone    | Konec sezone      |
| ------ | ------ | ------- | -------------- | ----------------- | ----------------- |
|        | 1      | 32      | 14             | 5. september 2018 | 19. december 2018 |
| 18     | 1      | 32      | 9. januar 2019 | 26. junij 2019    |                   |
|        | 2      | 23      | 13             | 4. september 2019 | 18. december 2019 |
| 10     | 2      | 23      | 8. januar 2020 | 11. marec 2020    |                   |
|        | 3      | 48 + 2  | 48 + 2         | 23. marec 2020    | 1. julij 2020     |
|        | 4      | 144     | 51             | 1. september 2020 | 23. december 2020 |
| 93     | 4      | 144     | 5. januar 2021 | 12. julij 2021    |                   |
|        | 5      | 161 + 1 | 68             | 1. september 2021 | 30. december 2021 |
| 93 + 1 | 5      | 161 + 1 | 3. januar 2022 | 15. julij 2022    |                   |
|        | 6      | 122     | 41             | 2. september 2022 | 20. december 2022 |
| 81     | 6      | 122     | 3. januar 2023 | 14. julij 2023    |                   |
|        | 7      | 152     | 56             | 1. september 2023 | 29. december 2023 |
| 96     | 7      | 152     | 4. januar 2024 | 12. julij 2024    |                   |
|        | 8      | 159     | 59             | 2. september 2024 | 20. december 2024 |
| 100    | 8      | 159     | 6. januar 2025 | 15. julij 2025    |                   |

Št. oddaj do vključno 15. julija 2025.

## Zaznamki
1. ↑  Zadnja redna oddaja je bila predvajana 1. julija, a sta bili na sporedu še dve izredni, 8. in 22. julija 2020.
2. ↑  Zadnja redna oddaja je bila predvajana 15. julija, a je bila na sporedu še ena izredna, 2. avgusta 2022.